# 독립 생태운동

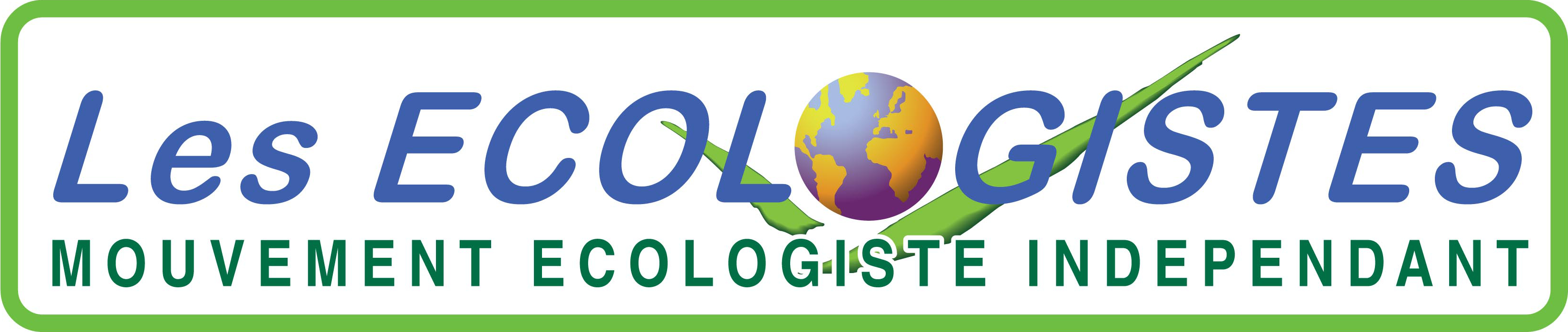

독립 생태운동(프랑스어: Mouvement Ecologiste Indépendant, 약칭 MEI)은 녹색당의 대선 후보로 출마했던, 앙토냉 베슈테르가 1994년에 창당한 프랑스의 정당이다. 독립 생태운동은 애초 녹색당을 대체하는 생태주의 주류정당이 되고자 하였으나, 녹색 정당 내부의 정치연합 과정에서 해당 목표는 미뤄지고 있는 상태다. 좌우 이념에 매몰되지 않는, 순수한 환경운동을 표방하고 있다. 베슈테르는 1995년의 대선에 출마하고자 하였으나 출마조건인 500명의 추천 연서를 받지 못해 실패한 바 있다. 2004년의 지방선거에 참여하였으며, 당 해에 열린 유럽 의회 선거에도 참여하여 유럽 연합에 가입된 동부유럽지역에서 녹색당의 의석획득을 방해하기도 하였다.
2007년의 대선에서도 독자후보의 출마에 실패하자 중도주의 성향의 프랑수아 바이루를 지지하였다. 그 해에 열린 의회 선거에서는 생태주의 시대와 선거연대를 펴기도 하였다. (녹색당과 21세기를 위한 시민의식, 행동, 참여 역시 이들로부터 선거연대를 제안받았으나 거절하였다.) 이 선거에서 독립 생태운동은 133명의 후보자를 냈으며 그 중 84명의 후보자가 1% 혹은 그 이상을 득표해 프랑스 내 제2의 녹색 정당이 되는 발판을 마련하였다.